# Effet moins-c'est-mieux
Ne doit pas être confondu avec Less is more.
 (juillet 2023).
La mise en forme du texte ne suit pas les recommandations de Wikipédia : il faut le « wikifier ».
Les points d'amélioration suivants sont les cas les plus fréquents. Le détail des points à revoir est peut-être précisé sur la page de discussion.
- Les titres sont pré-formatés par le logiciel. Ils ne sont ni en capitales, ni en gras.
- Le texte ne doit pas être écrit en capitales (les noms de famille non plus), ni en gras, ni en italique, ni en « petit »…
- Le gras n'est utilisé que pour surligner le titre de l'article dans l'introduction, une seule fois.
- L'italique est rarement utilisé : mots en langue étrangère, titres d'œuvres, noms de bateaux, etc.
- Les citations ne sont pas en italique mais en corps de texte normal. Elles sont entourées par des guillemets français : « et ».
- Les listes à puces sont à éviter, des paragraphes rédigés étant largement préférés. Les tableaux sont à réserver à la présentation de données structurées (résultats, etc.).
- Les appels de note de bas de page (petits chiffres en exposant, introduits par l'outil «  Source ») sont à placer entre la fin de phrase et le point final[comme ça].
- Les liens internes (vers d'autres articles de Wikipédia) sont à choisir avec parcimonie. Créez des liens vers des articles approfondissant le sujet. Les termes génériques sans rapport avec le sujet sont à éviter, ainsi que les répétitions de liens vers un même terme.
- Les liens externes sont à placer uniquement dans une section « Liens externes », à la fin de l'article. Ces liens sont à choisir avec parcimonie suivant les règles définies. Si un lien sert de source à l'article, son insertion dans le texte est à faire par les notes de bas de page.
- La présentation des références doit suivre les conventions bibliographiques. Il est recommandé d'utiliser les modèles {{Ouvrage}}, {{Chapitre}}, {{Article}}, {{Lien web}} et/ou {{Bibliographie}}. Le mode d'édition visuel peut mettre en forme automatiquement les références.
- Insérer une infobox (cadre d'informations à droite) n'est pas obligatoire pour parachever la mise en page.

Pour une aide détaillée, merci de consulter Aide:Wikification.
Si vous pensez que ces points ont été résolus, vous pouvez retirer ce bandeau et améliorer la mise en forme d'un autre article.
 (juillet 2018).
Si vous disposez d'ouvrages ou d'articles de référence ou si vous connaissez des sites web de qualité traitant du thème abordé ici, merci de compléter l'article en donnant les références utiles à sa vérifiabilité et en les liant à la section « Notes et références ».
 (juillet 2018).
Le contenu est difficilement compréhensible vu les erreurs de traduction, qui sont peut-être dues à l'utilisation d'un logiciel de traduction automatique.
L'effet « moins-c'est-mieux » (en anglais : less-is-better effect) est un type d'inversion de préférence qui se produit lorsque, de deux propositions, l‘on préfère celle qui est a priori la plus désavantageuse objectivement. Cet effet ne s‘observe que si les deux options sont jugées séparément, et disparaît si elles sont juxtaposées. Le terme a été proposé par Christopher Hsee.

## Identification de l'effet
Dans une étude de 1998, Christopher Hsee, professeur à la Graduate School of Business de l'Université de Chicago, a découvert un effet moins-c'est-mieux dans trois contextes : une personne qui offre un foulard de 45 $ (choisi parmi des foulards allant de 5 à 50 $) a été perçue comme plus généreuse qu‘une personne donnant un manteau de 55 $ (choisi parmi des manteaux allant de 50 à 500 $) ; de même, une coupe de glace qui se trouvait remplie à ras bord de 200 g de glace était plus valorisée qu'une portion de 227 g ne remplissant pas entièrement une coupe plus grande ; et même encore, un service de vaisselle de 24 pièces intactes a été jugé plus favorablement qu‘un service de 31 pièces comprenant les mêmes 24 plus quelques pièces cassées.
Hsee note que l'effet « moins-c'est-mieux » a été observé « seulement lorsque les options étaient évaluées séparément et s'inversait lorsque les options étaient juxtaposées ». Il explique ces résultats apparemment contre-intuitifs « en termes d'hypothèse d'évaluabilité, qui stipule que des évaluations séparées des objets sont souvent influencées par des attributs qui sont faciles à évaluer plutôt que par ceux qui sont importants ».

## Autres études
L'effet « moins-c'est-mieux » ou d‘autres effets proches ont été démontrés dans plusieurs études qui ont précédé l'expérience de Hsee en 1998.
En 1992, une équipe dirigée par Michael H. Birnbaum a conclu que « une option moins risquée (par exemple 5 % de chances de gagner 96 ou 0 $) peut être mieux valorisée qu'une option plus risquée (par exemple 5 % de chances de gagner 96 ou 24 $) ».
Dans une expérience réalisée en 1994 par Max Bazerman et al., des étudiants de MBA invités à évaluer diverses offres d'emploi hypothétiques préféraient les emplois moins rémunérés où le niveau de salaire était égal entre les employés à des emplois mieux rémunérés où certains collègues étaient payés plus.
En 1995, Victoria Husted Medvec et deux collègues ont rapporté que les athlètes qui venaient de remporter des médailles d'argent avaient tendance à être moins heureux que ceux qui venaient de remporter des médailles de bronze. Les chercheurs ont expliqué cela par l‘idée que les médaillés d'argent avaient l'impression d'avoir manqué une médaille d'or, tandis que les médaillés de bronze avaient au contraire l‘impression qu‘ils avaient eu de la chance, évitant de ne rien gagner du tout.
Une autre étude réalisée en 1996 par Christopher Hsee demandait aux participants d'évaluer deux dictionnaires de musique d‘occasion, le premier contenant 20 000 entrées et ayant une couverture déchirée, l'autre contenant 10 000 entrées et ayant l'air flambant neuf. Lorsqu'ils ont été évalués séparément, le livre en meilleur état a été préféré et, évalués ensemble, le livre plus abîmé et plus complet a été choisi. Hsee a ensuite mené d‘autres recherches sur le sujet, tâchant d‘identifier l‘effet moins-c‘est-mieux dans plusieurs contextes.

## Observations générales
Il a été observé que lorsque les consommateurs évaluent les objets isolément, ils les comparent souvent à d'autres objets de la même catégorie, plutôt que leur valeur réelle.
Il a également été observé que les clients ont tendance à être plus heureux lorsque les commerçants leur donnent un petit supplément qui coûte relativement peu cher au marchand — une boule de crème glacée en prime sur un sundae, par exemple — que lorsque les marchands leur font une offre sur le sundae qui coûterait plus au marchand[source insuffisante].

## Limites
L'effet « moins-c'est-mieux » ne se produit que dans des circonstances spécifiques. Les études[Lesquelles ?] ont montré qu'il ne se manifeste que lorsque les options sont évaluées individuellement ; il disparaît quand elles sont évaluées conjointement[réf. souhaitée].

## Causes hypothétiques
Les causes théoriques de l'effet  « moins-c'est-mieux » comprennent : 
- la pensée contrefactuelle : une étude a révélé que les médaillés de bronze sont plus heureux que les médaillés d'argent, apparemment parce que l'argent invite à la comparaison à l'or alors que le bronze invite à la comparaison de ne pas recevoir une médaille[2] ;
- l'heuristique d'évaluabilité : Hsee a supposé que les sujets évaluaient les propositions plus fortement sur la base d'attributs qui étaient plus faciles à évaluer (substitution d'attribut). Une autre étude a révélé que les étudiants préféraient les affiches amusantes aux affiches artistiques quand on leur demandait de justifier leur choix, (les avantages d‘une affiche « amusante » étant en principe plus simples à verbaliser) mais que la préférence était inversée lorsqu'ils n'avaient pas besoin de se justifier[4] ;
- l'heuristique de représentativité : les gens jugent les choses selon la moyenne d'un ensemble plus facilement que la taille en elle-même, une composante de la négligence d'extension[5],[note 1].

## Applications
L'effet a plusieurs applications pratiques. Si un conférencier pense qu'une cinquantaine de personnes assisteront à son discours, mais veut le faire paraître populaire, il devrait le tenir dans une petite salle, avec 50 sièges ou moins, qu'une grande salle de plus de 100 places. Un chocolatier fait mieux de vendre une boîte contenant 24 morceaux de bonbons de qualité supérieure à une boîte contenant ces 24 pièces plus 16 pièces de qualité inférieure.
Si un fabricant a développé deux versions d'un produit et souhaite savoir lesquelles seront les plus populaires auprès des consommateurs et devraient donc être mises sur le marché, les présenter conjointement au public permettra aux consommateurs d'évaluer les différences entre eux, alors que les présenter séparément permettra de mieux prédire l'expérience réelle du consommateur.